# Lago Ontario
El lago Ontario es el menor de los cinco Grandes Lagos de América del Norte, con una superficie de 19.477 km². Pertenece a Estados Unidos y Canadá: la parte norte a la provincia canadiense de Ontario y la sur, donde está la península Niágara, al estado de Nueva York.
El lago forma parte del sistema fluvial del río San Lorenzo, el colector de los Grandes Lagos (que estaría formado por la siguiente sucesión de ríos y lagos: río North → río Saint Louis → lago Superior → río St. Marys → lago Hurón → río Sainte-Claire → lago Sainte-Claire → río Detroit → lago Erie → río Niagara → lago Ontario → río San Lorenzo → estuario de San Lorenzo). El lago forma parte también de la vía navegable de los Grandes Lagos.
Las principales ciudades asentadas alrededor del lago son las canadienses Toronto y Kingston y la estadounidense Rochester.

## Toponimia
El nombre del lago deriva de Skanadario, una palabra iroquesa que significa «lago hermoso» o «agua brillante». La provincia de Ontario fue llamada así por el lago.

## Geografía
El lago Ontario es el lago más pequeño en cuanto a superficie (18.960 km²) y el que está más al este del conjunto de los Grandes Lagos, aunque excede en volumen al lago Erie, ya que tiene 1.639 km³. Por su tamaño, es el lago 13.º del mundo: su largo es de 311 km y su ancho de 86 km, y tiene una línea de costa de 1.146 km de longitud. Se encuentra a una elevación de 74 m s. n. m. y tiene una profundidad media de 86 m, con una profundidad máxima de 244 m. 
El río tributario primario es el río Niágara (desde el lago Erie) y su drenaje principal es el río San Lorenzo. Otros ríos importantes que desembocan en él son el río Humber, el río Trent, el río Cataraqui, el río Genesee, el río Oswego, el río Negro, y el río Salmón.
Otras características geográficas notables incluyen la bahía Burlington, con el puerto Hamilton, la bahía de Quinte, las islas Toronto y las Mil Islas. La bahía de Quinte separa la mayor parte del condado de Príncipe Eduardo de la costa norte, excepto por un estrecho de 3 km de tierra que se conecta con el continente. La isla más grande del lago es la isla Wolfer, localizada cerca de Kingston, a la entrada del río San Lorenzo. Durante el verano se puede llega a ella mediante los servicios de transbordadores  tanto desde Estados Unidos como desde Canadá.
Una parte de la Ruta Fluvial de los Grandes Lagos pasa a través de este lago, el cual es accesible corriente arriba por el canal Welland y corriente abajo por el Canal de San Lorenzo. El Trent-Severn Waterway, para barcos de recreo, conecta al lago Ontario, en la bahía de Quinte a la bahía Georgian del Lago Hurón, pasando a través del lago Simcoe. El canal Rideau, también para barcos de recreo, conecta al lago Ontario en Kingstong al río Ottawa, en Ottawa.

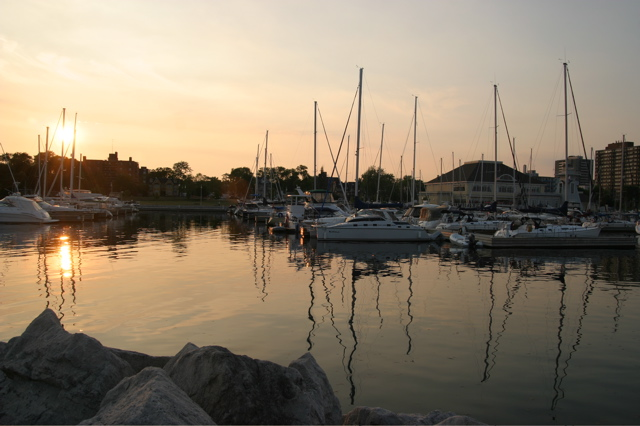
Marina en el lago Ontario, Canadá.

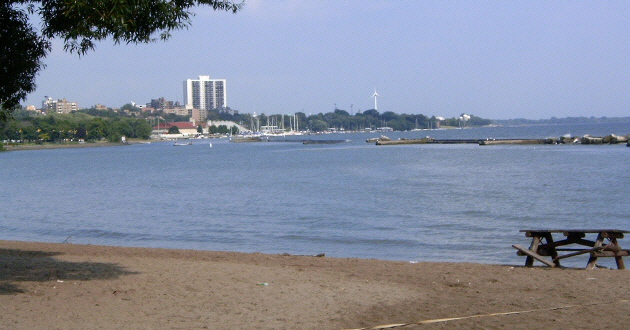
Vista del lago Ontario desde Toronto, Canadá.

En la orilla oeste del lado canadiense se encuentra la gran conurbación llamada Golden Horseshoe (que incluye las ciudades de Toronto y Hamilton). Esta aglomeración albarga a cerca de 9 millones de habitantes.
La costa estadounidense del lago es mayormente rural, con excepción de Rochester, en el condado de Monroe, Nueva York. La ciudad de Siracusa se halla 30 km tierra adentro, y se conecta con el lago mediante un canal. En la orilla estadounidense del lago viven aproximadamente 2 millones de personas.
En junio de 2004 se inauguró un servicio de alta velocidad para el transporte de pasajeros y vehículos en ferry sobre el lago, entre Toronto y Rochester, utilizando el barco Spirit of Ontario I. El servicio fue cancelado en enero de 2006 debido a las pérdidas económicas durante las dos temporadas.
Sobre la costa sur, las brisas tienden a retardar la maduración de las frutas hasta que pasa el peligro de las heladas de primavera, por lo cual la zona se ha convertido en una de las áreas más importante para el cultivo de ciertas frutas, como manzanas, cerezas, peras, ciruelas y duraznos. La parte canadiense de la costa sur, conocida como la península Niágara también es una importante área de producción frutal y vitivinícola.

## Geología
El lago fue labrado sobre las débiles y blandas rocas del Silúrico por la glaciación de Wisconsin, que expandió el valle preglaciar del río Ontario, que poseía aproximadamente la misma orientación que ahora tiene el lago. El material que el glaciar arrastró hacia el sur fue depositado en el centro y oeste del estado de Nueva York en forma de drumlines, cames y morrenas, que reorganizaron completamente el sistema de drenaje.
Aunque el glaciar se retiraba de Nueva York, permanecía en el actual valle del río San Lorenzo, por lo que el lago estaba en su nivel más alto. Este estado es conocido como lago glaciar iroqués; durante este período, el lago drenaba a través de la actual Syracuse hacia el río Mohawk. La antigua costa creada durante este período se reconoce fácilmente en las playas secas y los montes que se encuentran entre 15 y 40 km al sur de la línea costera actual.
Cuando finalmente el glaciar se derritió en el valle San Lorenzo, el drenaje estaba por debajo del nivel del mar, y el lago se convirtió, durante un corto tiempo, en un golfo. Gradualmente, la tierra se volvió a acomodar, elevándose debido a la pérdida de peso de cerca de 2 km de hielo que estaba sobre ella. En la zona de San Lorenzo, aún en el presente se observa un reacomodamiento de cerca de 3 dm por siglo. Esto significa que el lecho del lago aún sigue inclinándose hacia el sur, inundando la costa sur y transformando los valles de los ríos en bahías. La costa norte y sur sufren de erosión costera, pero el movimiento de reacomodamiento amplifica este efecto en la costa sur.

## Historia
El lago era una frontera entre los Hurones, sus vasallos y la Confederación Iroquesa en los tiempos anteriores a la llegada de los europeos. En el siglo XV, los iroqueses expulsaron a los hurones del sur de Ontario y colonizaron las orillas septentrionales del lago. Cuando los iroqueses se retiraron y los anishnabeg / ojibwa / mississaugas se trasladaron desde el norte al sur de Ontario, conservaron el nombre iroqués. En la zona de la bahía Sodus se han encontrado artefactos que se cree que son de Norse, lo que indica la posibilidad de que los pueblos indígenas comerciaran con los exploradores nórdicos de la costa este de Norteamérica.

Un mapa que representa el asentamiento iroqués en la orilla norte del lago Ontario, durante finales del.

Se cree que el primer europeo que llegó al lago fue Étienne Brûlé en 1615. Como era su costumbre, los exploradores franceses introdujeron otros nombres para el lago. En 1632 y 1656, Samuel de Champlain y el cartógrafo Nicolas Sanson, respectivamente, se refirieron al lago como Lac de St. Louis o Lake St. Louis, probablemente por Luis XIV de Francia. En 1660, el historiador  jesuita Francis Creuxius acuñó el nombre de Lacus Ontarius. En un mapa dibujado en la Relation des Jésuites (1662-1663), el lago lleva la leyenda "Lac Ontario ou des Iroquois" con el nombre "Ondiara" en letra más pequeña. Un mapa francés elaborado en 1712, conservado actualmente en el Museo Canadiense de Historia, dibujado por el ingeniero militar Jean-Baptiste de Couagne, identificó el lago Ontario como "Lac Frontenac" en honor a Louis de Buade, Comte de Frontenac et de Palluau, militar francés, cortesano y Gobernador General de Nueva Francia de 1672 a 1682 y de 1689 hasta su muerte en 1698.
En el área se han encontrado utensilios que parecen ser de origen nórdico, lo que indicaría la posibilidad de visitas anteriores por parte de europeos, pero aún no hay pruebas suficientes.
Tanto los ingleses como los franceses establecieron una serie de puestos comerciales, como el Fuerte Osewo en 1722 y Fuerte Rouillé en 1750 en Toronto.
Después de la Guerra de los Siete Años, todos los fuertes pasaron al control británico,  Esta situación se mantuvo incluso durante los años posteriores a la revolución estadounidense hasta la firma del Tratado Jay en 1794, cuando los fuertes que estaban del lado estadounidense del lago pasaron a formar parte de ese nuevo país.
Durante la Guerra de Independencia de los Estados Unidos comenzaron a establecerse los primeros asentamientos estables no militares, que en este lago fueron anteriores sobre el resto de los establecimientos de los otros Grandes Lagos. Después de la Guerra de 1812 el área se convirtió en un eje de actividades comerciales. 
Con la construcción del canal en ambos lados de la frontera, hubo una gran circulación de barcos a vapor de ruedas, cuyo pico de actividad se produjo hacia mediados del siglo XIX, antes de que comenzara la competencia de las líneas férreas.

## Ecología

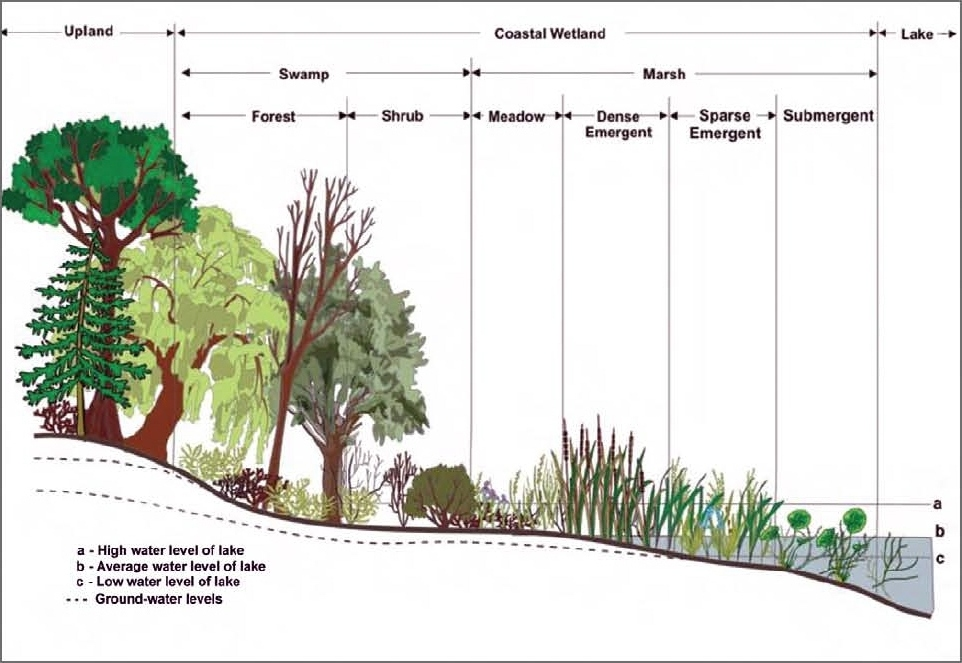
Perfil de los humedales costeros del lago Ontario

La cuenca de los Grandes Lagos es una región de gran biodiversidad, y el lago Ontario es importante por su diversidad de aves, peces, reptiles, anfibios y plantas. Muchas de estas especies especiales están asociadas a las costas, en particular a las dunas de arena, las lagunas y los humedales. Se ha apreciado la importancia de los humedales para el lago y muchos de los más grandes están protegidos. Estos humedales están cambiando, en parte porque se han reducido las fluctuaciones naturales del nivel del agua. Muchas plantas de los humedales dependen de los niveles bajos de agua para reproducirse. Cuando los niveles de agua se estabilizan, la superficie y la diversidad de la marisma se reducen, lo que ocurre especialmente en las marismas de pradera, también conocidas como humedales de pradera húmeda, como, por ejemplo, en Eel Bay, cerca de Alexandria Bay, la regulación de los niveles del lago ha provocado grandes pérdidas de pradera húmeda. A menudo esto va acompañado de la invasión de cola de gato, que desplaza a muchas de las especies de plantas autóctonas y reduce la diversidad vegetal. La eutrofización puede acelerar este proceso al proporcionar nitrógeno y fósforo para el crecimiento más rápido de las plantas competitivas dominantes. Efectos similares se están produciendo en la costa norte, en humedales como Presqu'ile, que tiene humedales interdunales llamados pannes, con una gran diversidad de plantas y muchas especies de plantas poco comunes.
La mayoría de los bosques que rodean el lago son bosques caducifolios dominados por árboles como el arce, el roble, el haya, el fresno y el tilo. Están clasificados como parte de la Ecozona de las llanuras de bosque mixto por Environment Canada, o como la Ecorregión de los Grandes Lagos Orientales y las Tierras Bajas del Hudson  por la Agencia de Protección Medioambiental de Estados Unidos, o como la Ecorregión de los Grandes Lagos por The Nature Conservancy. La deforestación en las inmediaciones del lago ha tenido muchos impactos negativos, incluyendo la pérdida de aves forestales, la extinción del salmón autóctono y el aumento de la cantidad de sedimentos que fluyen hacia el lago. En algunas zonas, más del 90% de la cubierta forestal ha sido eliminada y sustituida por la agricultura. Ciertas especies de árboles, como la cicuta, también se han visto especialmente mermadas por la actividad maderera del pasado. Las directrices para la restauración destacan la importancia de mantener y restaurar la cubierta forestal, especialmente a lo largo de arroyos y humedales.
En las décadas de 1960 y 1970, el aumento de la contaminación provocó frecuentes floraciones de algas en verano. Estas floraciones mataron a un gran número de peces y dejaron montones de algas filamentosas en descomposición y peces muertos a lo largo de las orillas.

### Contaminación del agua
El lago Ontario es el más aguas abajo de los Grandes Lagos, lo que hace que la contaminación de todos los demás lagos fluya hacia él. En un estudio ecológico realizado en 2015, el lago Ontario fue clasificado como el más estresado medioambientalmente de los cinco Grandes Lagos. Algunas de las tensiones en el lago incluyen la aplicación excesiva de fertilizantes en la agricultura que desembocan en el lago, los vertidos de sistemas de alcantarillado municipales obsoletos, los productos químicos tóxicos de las industrias a lo largo de los ríos que desembocan en el lago y el drenaje metropolitano de grandes ciudades como Toronto, Rochester y Hamilton.
Randle Reef, la parte más occidental del lago Ontario está identificada como una de las zonas más contaminadas del lago Ontario junto a otras areas of concern on Great Lakes.